# Poręba (powiat lipski)
Poręba – wieś sołecka w Polsce położona w województwie mazowieckim, w powiecie lipskim, w gminie Lipsko.
Wierni kościoła rzymskokatolickiego należą do parafii Świętej Trójcy w Lipsku.
W latach 1975–1998 miejscowość położona była w województwie radomskim.